# Managerial Grid
Das Managerial Grid (auch: Verhaltensgitter) ist ein wissenschaftliches Modell, das die Kombinationsmöglichkeiten von Mitarbeiter- und Sachaufgabenorientierung im Management aufzeigt. Es soll ein Erklärungsansatz der Menschenführung in Unternehmen und Organisationen sein.
Es beruht auf Forschungsergebnissen der US-amerikanischen Ohio State University und wurde 1964 im Rahmen eines Führungstrainings für das Unternehmen ExxonMobil von Robert R. Blake und Jane Mouton entwickelt. Der Ansatz bietet eine zweidimensionale Perspektive auf die Führung. Im Vergleich zum eindimensionalen Konzept Führungskontinuum (Robert Tannenbaum und Warren H. Schmidt, 1958).

## Erklärung und Ausprägungen

Darstellung des Managerial Grid („GRID-Modell“) in einem Koordinatensystem.

Es gibt zwei Achsen, die in jeweils neun Stufen unterteilt sind. Blake/Mouton gehen davon aus, dass es grundsätzlich wenigstens zwei Orientierungen im Führungsverhalten gibt; waagerecht die sachrationale (aufgabenorientierte) und senkrecht die sozioemotionale (mitarbeiterorientierte) Dimension. Theoretisch ergeben sich daraus 81 verschiedene Verhaltensmuster, jedoch nur fünf werden als wesentlich betrachtet, sowie zwei Kombinationen. Vier davon sind extreme Ausprägungen, die fünfte stellt ein Mittelmaß dar.
Typ 9,9 – Teammanagement
Gilt als bestes Führungsverhalten, welches in jeder Situation angestrebt werden soll. Dabei bedient sich die Führungskraft abhängig von der Situation verschiedener Herangehensweisen. Die Mitarbeiter bringen hohe Arbeitsleistung. Ziele werden als gemeinsame Ziele angesehen.
Typ 9,1 – Befehl-Gehorsam-Management
Es stehen die Arbeitsergebnisse im Zentrum. Auf die Bedürfnisse der Mitarbeiter wird weniger Wert gelegt. Charakteristisch wird dieser Stil bei Akkordarbeiten angewandt, da nur eine Ergebnisorientierung vorliegt.
Typ 5,5 – Organisationsmanagement
Versuch der Ausgewogenheit zwischen genügend Arbeitsleistung und der Notwendigkeit auch Mitarbeiterwünsche zu berücksichtigen. Die Mitarbeiter sind motiviert, laufen aber nicht zur Höchstform auf. Es handelt sich um eine Kompromisslösung.
Typ 1,1 – Überlebensmanagement
Dieser gilt als schlechtester Führungsstil. Es wird weder auf die Mitarbeiter noch auf die Erreichung der Ergebnisse wert gelegt (Laissez-faire).
Typ 1,9 – Samthandschuhmethode
Hier findet eine sorgfältige Beachtung der zwischenmenschlichen Beziehungen statt. Dies hat eine freundliche Arbeitsatmosphäre als Mittelpunkt der Führungstätigkeit zur Folge. Keine intensive Auseinandersetzung mit den Zielen. Dies wirkt sich negativ auf das Arbeitstempo und -ergebnis aus.
Patriarchalische Orientierung
Mitarbeiter- und Sachorientierung sind gleichmäßig vorhanden. Charakteristisch hierfür ist eine Beziehung, in der Anerkennung und Belohnung gegen Loyalität und Gehorsam ausgetauscht werden.
Opportunistische Orientierung
Ist vom Grundsatz getragen: „Was/wer dient mir oder meiner Karriere?“ Hier werden vom Opportunisten jeweils einzelne oder eine Kombination der anderen sechs Stile angewandt. In einem wechselseitigen Verhältnis wird Leistung gegen Gegenleistung ausgetauscht.
Der 9,9-Führungsstil gilt als optimal. Alle Formen im Bereich 5,9; 5,5; 9,5 gelten als erstrebenswert. In Bezug auf das Management wird als Ziel definiert, Führungskräfte für 9,9-Problemlösungen zu sensibilisieren. Dieser Führungsstil wird folgendermaßen beschrieben:

„Leistungen werden durch engagierte Menschen vollbracht; wechselseitige Abhängigkeit durch ein gemeinsames Interesse an den Zielen der Organisation führt zu Beziehungen von Vertrauen und gegenseitiger Anerkennung.“

## Einflussfaktoren
Robert R. Blake und Jane Mouton weisen auf verschiedene Einflussfaktoren für die Wahl des Führungsstils hin:
- Die Organisation, in der der Mitarbeiter tätig ist
- Die Situation, in der er sich befindet
- Werthaltungen/Einstellungen des Führenden
- Persönlichkeit/Charakter des Führenden
- Gelegenheit/Situation des Vorgesetzten, erlerntes Verhalten auf konkrete Führungssituationen anzuwenden

## Praxis
Zur nachhaltigen Umsetzung des 9,9-Stils im Unternehmen (= OE Organisationsentwicklung). schlagen Blake/Mouton ein Sechs-Phasen Programm vor, das über mehrere Jahre laufen kann.
In der Vorphase sollen zunächst die Führungskräfte mit der Methodik vertraut gemacht werden.
Bei der ersten Phase handelt es sich um ein Grid-Laboratorium Seminar, in dem der jetzige Führungsstil der Teilnehmer im Verhaltensgitter eingeordnet und der 9,9-Stil eingeübt wird (Lernen des Einzelnen).
In der zweiten Phase steht die Teamentwicklung im Vordergrund, bei der das neue Führungsverhalten mit Mitarbeitern, Kollegen und Vorgesetzten geübt wird (Lernen als Gruppe).
Die dritte Phase verlangt Kooperation zwischen den einzelnen Gruppen (Intergruppenentwicklung).
In der vierten Phase soll man für die ganze Organisation ein Ideal-Modell entwerfen, wie zum Beispiel finanzielle Ziele präzisieren, Entscheidungsverhalten überdenken oder eine neue Organisationsstruktur konzipieren.
Phase fünf besteht aus der Implementierung des Ideal-Modells und in der Phase sechs kommt es zu systematischer Kritik, sofern das Verhaltensmuster und die neuen Strukturen stabilisiert sind.
Die Konfliktstile nach Thomas-Kilmann (TKI) basieren auf den Variablen des Managerial Grid.

## Kritik
Grundsätzliche Kritik besteht an der fehlenden empirischen Bestätigung und den vage formulierten Grundannahmen. Abgesehen davon, dass das Modell theoretisch nicht haltbar ist, mangelt es dem Ansatz, wie allen verhaltenstheoretischen Perspektiven, an einer Berücksichtigung von Situationsvariablen. Schließlich wird die normative Ausrichtung des von den Autoren vorgesehenen 'idealen Führers' bemängelt.
Dennoch erfreut sich der Ansatz hoher Akzeptanz. Aktuell gibt es weltweit über 45 Grid Institute und Seminarmaßnahmen.